# 马尔莫莱霍
马尔莫莱霍，是西班牙安达卢西亚自治区哈恩省的一个市镇。总面积178平方公里，总人口7474人（2001年），人口密度42人/平方公里。